# Brennivín
Brennivín és un schnapps islandès. Està fet de polpa fermentada de patata, i saboritzat amb llavors de matafaluga. De vegades s'anomena svarti dauði ("mort negra"). A vegades es menja amb "hákarl", que és carn podrida de tauró, per emmascarar-ne el gust del peix. La paraula brennivín literalment significa 'vi cremat', com també ho significa el brandi. Té un grau alcohòlic del 37,5%. La varietat danesa es diu brændevin,la sueca brännvin,i la noruega brennevin.